# Hugues de Fauquembergues
Hugues de Fauquembergues ou de Falkenberg, tué en 1106, est un prince de Galilée et de Tibérias.
Fauquembergues est situé près de Saint-Omer, d'où son véritable nom de Hugues de Fauquembergues, seigneur de Fauquembergues mais il était aussi Hugues de Saint-Omer car sa famille était seigneur de cette ville. Il est aussi nommé par erreur Hugues de Saint Aldemer (Sancte Audomarus proprement) par quelques traducteurs de Guillaume de Tyr. Le fief de Fauquembergues appartient à la dynastie des châtelains de Saint-Omer, plusieurs cadets se sont fait connaître sous ce nom. Il est le frère de Godefroy de Saint-Omer.
Originaire de Saint-Omer, il accompagna Baudouin de Boulogne en 1098 avec son père Guillaume Ier de Saint-Omer, et de deux de ses frères Godefroy de Saint-omer cofondateur de l'ordre du Temple et de Gérard de Fauquembergues ,dans le comté d'Edesse, puis à Jérusalem en 1101. Tancrède de Hauteville devant assurer la régence de la principauté d'Antioche, il reçut la principauté de Galilée devenue ainsi vacante. Il porta secours à Baudouin Ier, roi de Jérusalem, retiré à Joppé (Jaffa ?) après la bataille de Rama, en 1102. Il est à l’origine de la construction du Toron des chevaliers ou Toron, une forteresse qui faisait partie de la seigneurie de Toron dans le Royaume de Jérusalem, situé actuellement dans la localité de Tibnine (arabe: تبنين) dans le Gouvernorat de Nabatieh, District de Bint-Jbeil au Liban. En août 1106, alors qu'il revenait d'un raid en terre turque, sa troupe fut prise dans une embuscade près de Banyas, par l'atabeg de Damas, Tughtekin Saif el-Islam Daher ed-Din, (en arabe : ظاهر الدين طغتكين, en turc : Tuğtekin, francisé en Dodequin par Guillaume de Tyr). Il ne craignit pas, avec soixante-dix chevaliers, d'affronter quatre mille ennemis. Ayant reçu quelques renforts, il les battit et les mit en fuite, mais dans son triomphe il fut atteint d'une flèche, blessure dont il mourut peu après (d'après Guillaume de Tyr). Son corps ramené par ses compagnons, fut enterré à Nazareth. Son frère Gérard de Fauquembergues malade, apprenant la mort de son frère hata la sienne et fut enterré à Nazareth également.
"...les chevaliers de Hugues ayant déposé son corps sur un brancard, le transportèrent dans la ville de Nazareth, située auprès du Mont-Thabor. Ce prince, illustre, ce vaillant champion fut enseveli avec honneur, et selon le rite catholique, au milieu des pleurs et des lamentations des Chrétiens..."
Son successeur immédiat pour une courte durée fut Gervais de Bazoches,. Il laisse deux filles :
- Eschive, mariée à Guillaume Ier de Bures, prince de Galilée,
- Helvis, mère d'Agnès, mariée à Gautier III Brisebarre.

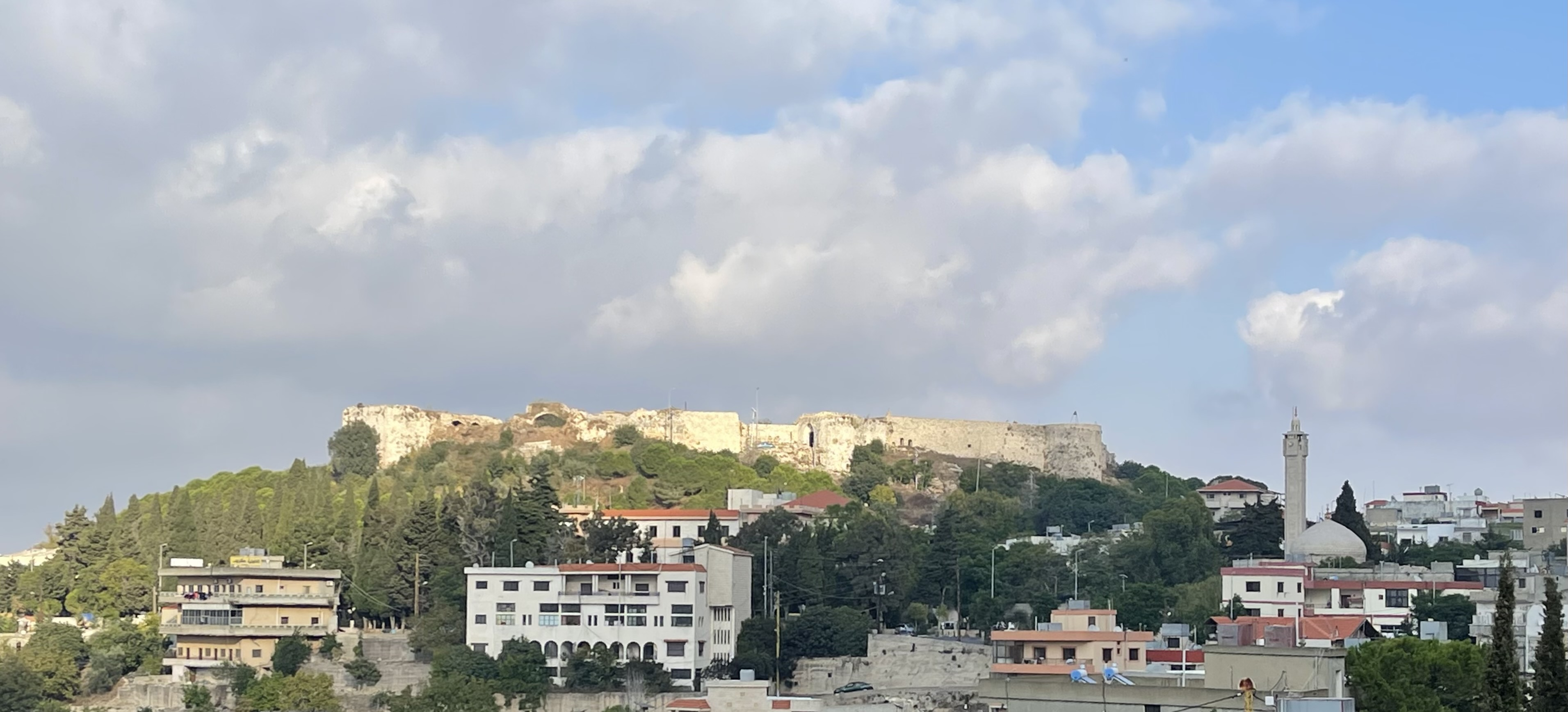
Vue du Toron des chevaliers à Tibnine côté de la Hâra al-Gharbié, une partie du village et de la nouvelle mosquée.
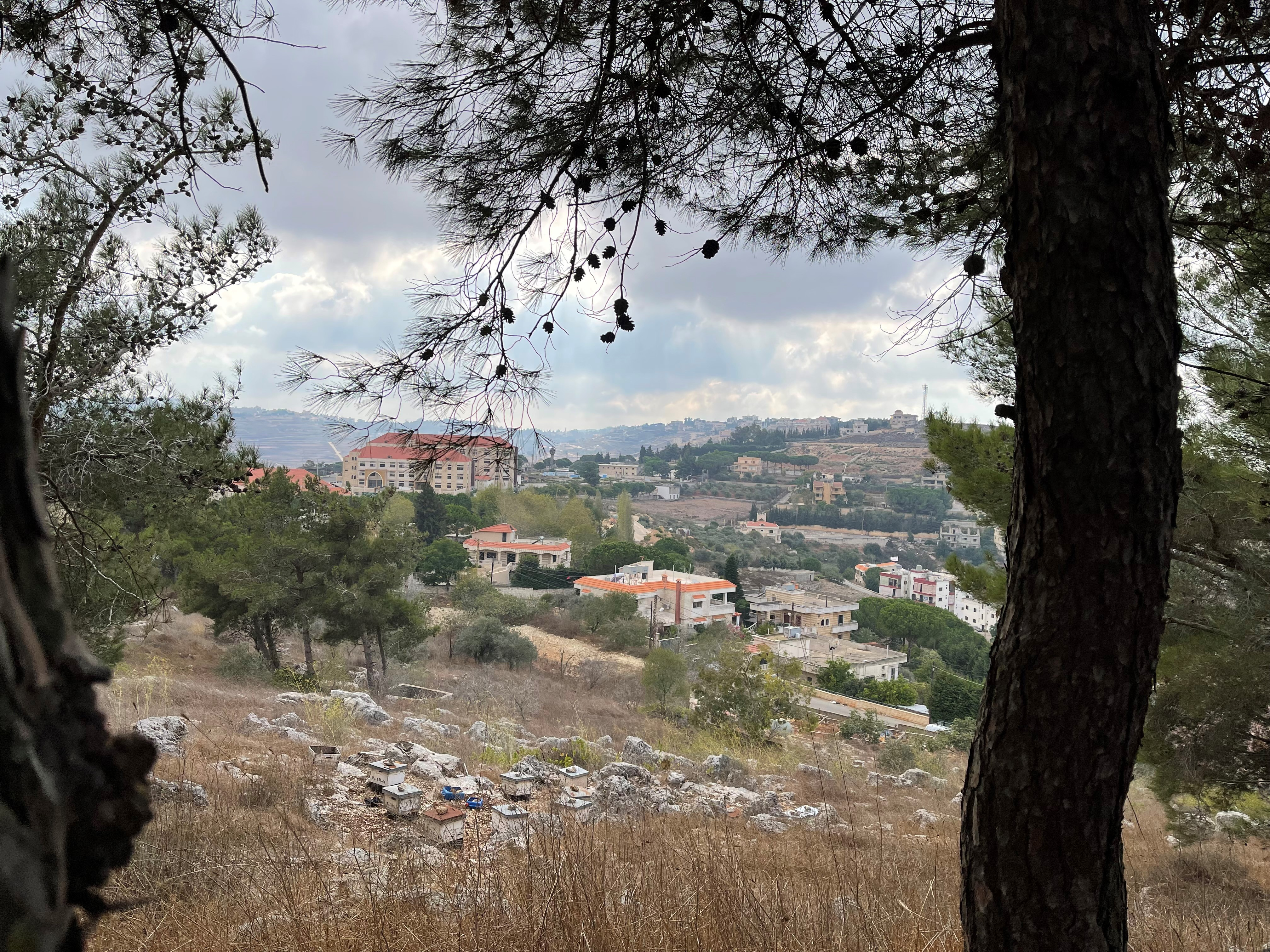
Nouveau quartier de Tibnine du côté ouest avec le nouveau Lycée.
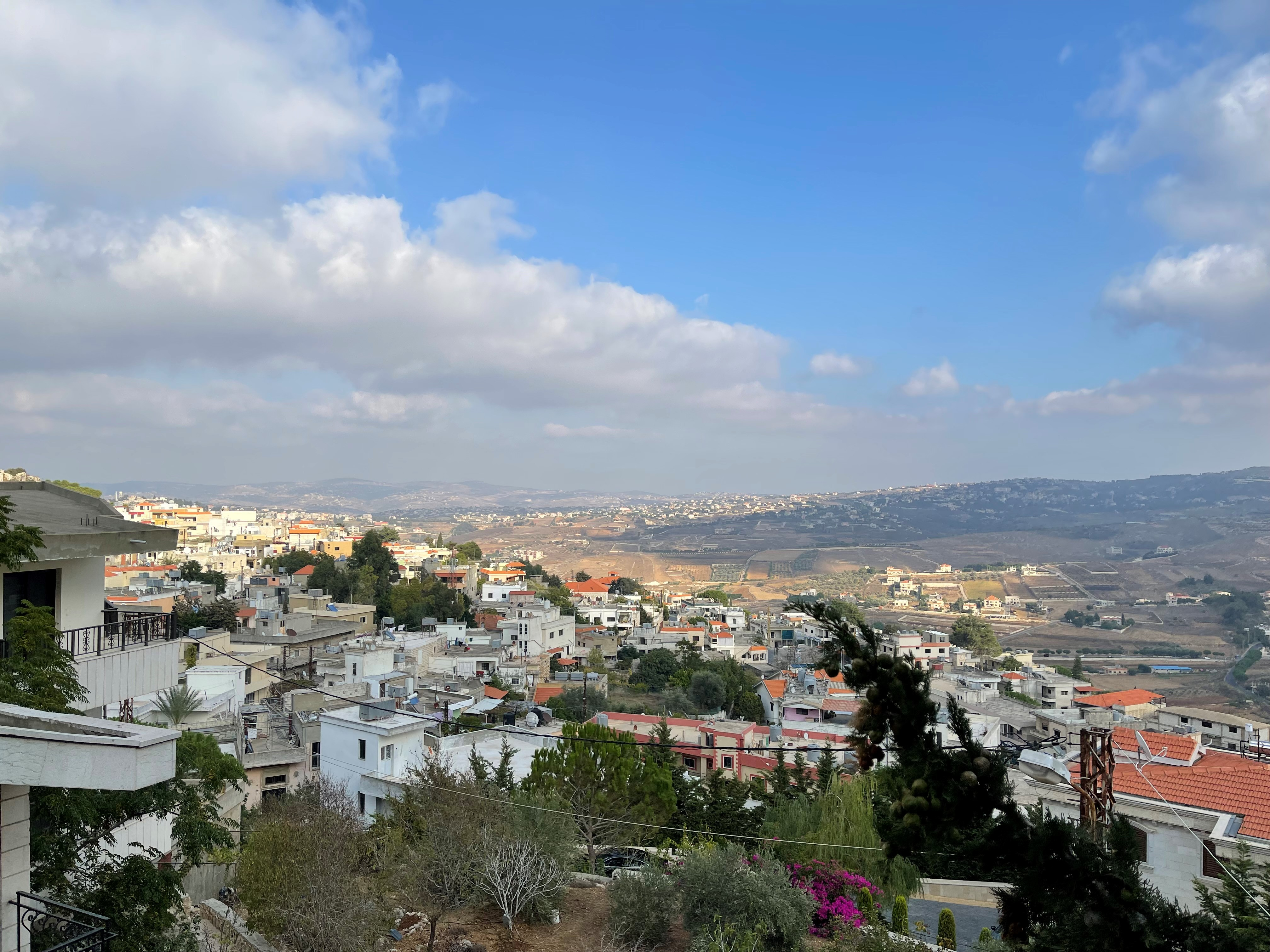
Vue de Tibnine.